# 中國-中亞-西亞經濟走廊
中國-中亞-西亞經濟走廊（英語：China–Central Asia–West Asia Economic Corridor，縮寫：CCAWEC），是中國主導的全球經濟互聯互通計劃，即“一帶一路”，以及其中一個經濟和交通走廊。該走廊最早於2015年初步提出，屬於“一帶一路”計劃中的六條陸地走廊之一。自從2019年第二屆“一帶一路”高峰論壇以來，它已正式成為納“一帶一路”框架內的35條走廊和項目之一。

## 國家
學界研究者已將中亞、高加索、中東、巴爾幹半島和土耳其等國家納入了該走廊的範疇。根據經濟合作暨發展組織於2018年關於“一帶一路”的報告，以下列國家被列為該走廊的一部分：阿爾巴尼亞、亞美尼亞、阿塞拜疆、波斯尼亞、保加利亞、格魯吉亞、伊朗、伊拉克、以色列、約旦、吉爾吉斯斯坦、黎巴嫩、馬其頓、摩爾多瓦、黑山、巴勒斯坦、羅馬尼亞、塞爾維亞、敘利亞、塔吉克斯坦、土耳其、土庫曼斯坦和烏茲別克斯坦。

## 貨運路線

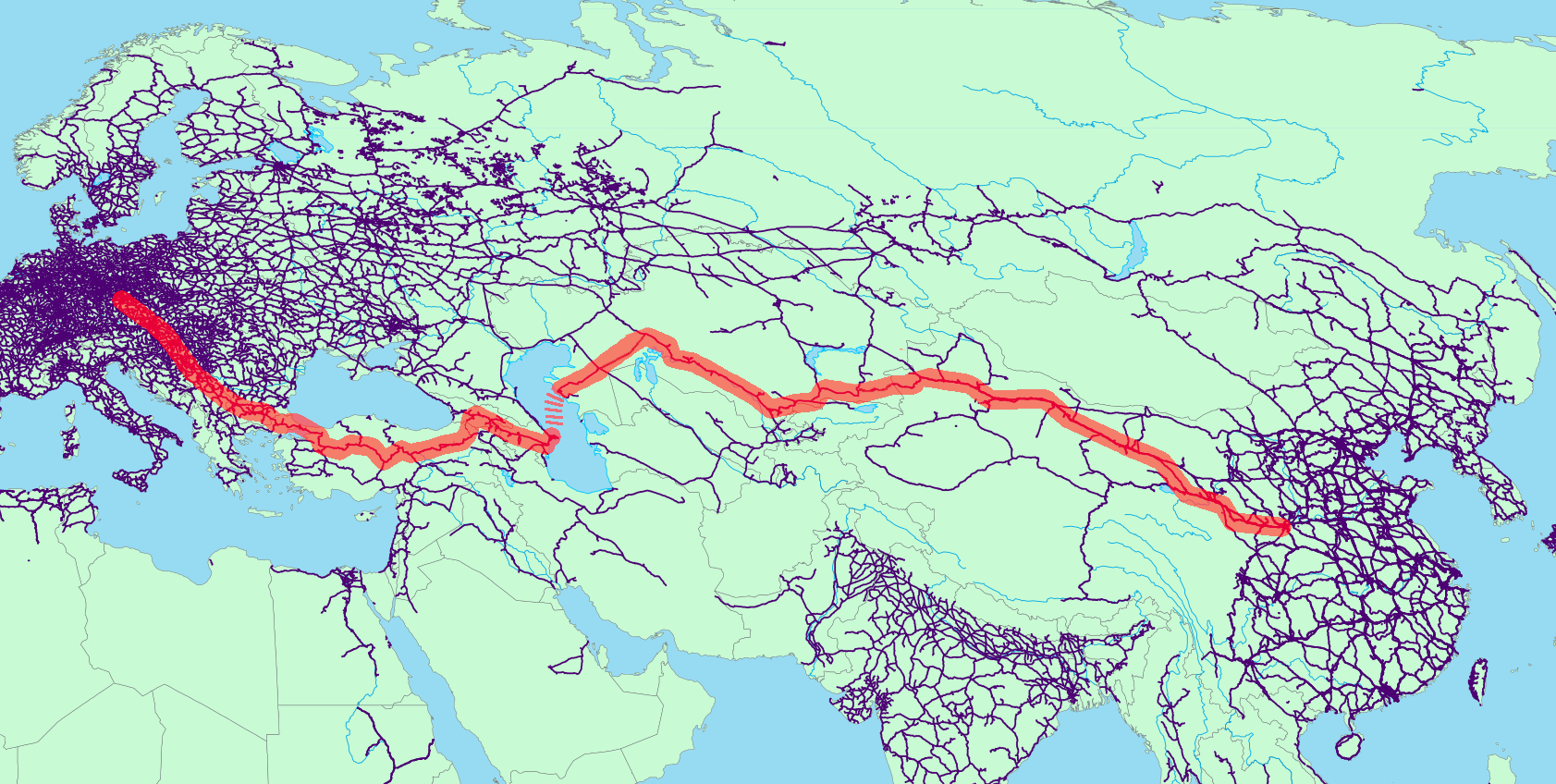
從西安到布拉格的火車路線

2016年11月，首趟中歐班列從中國（西安）啟程前往歐洲（布拉格），全程耗時18天。該鐵路服務的路線從中國出發，途經哈薩克斯坦、阿塞拜疆、格魯吉亞，穿越土耳其的伊斯坦布爾馬爾馬拉隧道，最終抵達中歐。該列車以平均時速40公里行駛。

## 相關倡議
巴庫—第比利斯—卡爾斯鐵路穿越阿塞拜疆、格魯吉亞和土耳其，涵蓋的地區與其他若干區域的交通倡議有重疊。這條鐵路被譽為“鋼鐵絲綢之路”，連接巴庫港和第比利斯，是“一帶一路”倡議中的重要組成部分。土耳其報紙《Hürriyet》的專欄作家指出，這條鐵路線與該地區的“一帶一路”倡議相結合，並對俄羅斯提出挑戰，因為俄羅斯自身也在打造一條從中國到歐洲的主要互聯走廊，類似于“一帶一路”的概念。

## 重要性
CCAWEC提供了一條避開俄羅斯領土的中國和歐洲之間的替代陸路路線（p. 107）。